# Jordanów

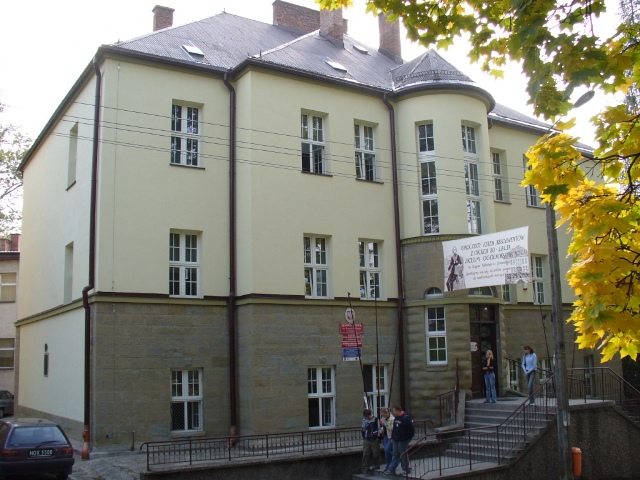
Liceu

Jordanów este un oraș în județul Sucha, Voievodatul Polonia Mică, cu o populație de 5.194 locuitori (2008) în sudul Poloniei.